# Pararge triopes
Pararge triopes är en fjärilsart som beskrevs av Percival Allen Huntercombe Muschamp 1910. Pararge triopes ingår i släktet Pararge och familjen praktfjärilar. Inga underarter finns listade i Catalogue of Life.